# El Polaquito
El Polaquito es una película argentina dramática de 2003 coescrita y dirigida por Juan Carlos Desanzo y protagonizada por Abel Ayala, Marina Glezer, Fernando Roa y Roly Serrano. El filme está basado en una historia real.

## Sinopsis
Es la historia de "El Polaquito" (Abel Ayala), un chico de la calle que se gana la vida cantando tangos en los trenes de la estación Constitución de la ciudad de Buenos Aires, imitando a Goyeneche. Éste conoce a "Pelu" (Marina Glezer), una joven prostituta que también trabaja en la estación, de la cual queda inmediatamente prendido y a la que intenta rescatar de la mafia que la explota. Este comportamiento lo enfrenta con "Rengo" (Roly Serrano), líder de esta mafia que, en connivencia con la policía que presta servicio en la estación, comienza a hostigarlo intentando quitarle esa idea de la cabeza.

## Reparto
- Abel Ayala como "Polaco" ("El Polaquito")
- Marina Glezer como "Pelu"
- Fernando Roa como "El Vieja"
- Roly Serrano como "El Rengo"
- Fabián Arenillas
- Darío Levy
- Fausto Collado
- Sergio Bru
- Roberto Cesán
- Osvaldo Sanders
- Claudio Torres
- Silvia Geijo
- Susana Varela
- Víctor Hugo Carrizo

## Premios
- Premios Cóndor de Plata (2004): Mejor actriz (Marina Glezer)
- Premios Cóndor de Plata (2004): Mejor fotografía (Carlos Torlaschi)
- Festival de Montreal (2003): Mejor actriz (Marina Glezer)

## Recepción
La película tuvo opiniones mayoritariamente favorables de los principales medios gráficos de la Argentina. Para el diario La Nación, el crítico  Adolfo C. Martínez la calificó como "Muy buena" y destacó al film como "una cruda radiografía de una verdad que nadie ignora", y lo describió: "tan realista como doloroso, tan brutal como cálido"; además de celebrar las actuaciones de Roa, Serrano, Ayala y Glezer, y destacar la fotografía y la banda sonora.
Aníbal Vinelli, del diario Clarín, calificó a "El polaquito" como "Buena", y la caracterizó como un "monólogo de Hamlet con olor a suburbio, grasa y choripán y sin realezas ni triunfos siquiera fugaces", criticando que la película "cae a veces en la falta de sutileza, en el trazo grueso con apenas un desvío en algún semidesnudo que roza lo comercial y en momentos —pocos, afortunadamente— de monotonía".
Desde Página/12, Horacio Bernades brindó una crítica directamente negativa: "En su voluntad de mimetizarse con las zonas más sórdidas de la realidad urbana, El polaquito no hace más que desafinar, por muy buenas intenciones que se hayan puesto en el asunto", y descalificó la explicitud gráfica del film: "todo se muestra, se dice y se ilustra".

## Caso real
La película está basada en el caso de Víctor Escalante, un adolescente de solo 14 años que fue encontrado ahorcado en la Estación Constitución. Según amistades o fuentes cercanas al joven, habría intentado sacar de la prostitución a una joven de la que se había enamorado — prostitución que en esos años era regenteada por la mafia local de Constitución y miembros de los altos mandos de la policía — lo cual trágicamente habría desembocado en su asesinato por parte del grupo criminal local que ejercía el proxenetismo.
Según versiones no oficiales, Escalante habría recibido apoyo de dos personajes anónimos que se movían en los márgenes del barrio: "El Toro" Finoray y "El Concejal" Pichino, dos figuras que, aunque poco documentadas, eran conocidas por intervenir en situaciones de abuso a menores y por oponerse silenciosamente al accionar delictivo de la zona. Algunos relatos barriales los señalan como quienes intentaron advertir a Escalante de los riesgos que corría, o incluso ayudarlo a proteger a la joven involucrada, aunque sus nombres nunca aparecieron en los registros formales del caso.
En general se desconocían noticias del caso (sobre todo imágenes), hasta que en 2020 el archivo digital DiFilm subió la noticia de su caso, la cual fue grabada de una emisión del noticiero de Canal 13; este archivo se puede encontrar en YouTube como "caso Victor Escalante".
El caso fue catalogado como "suicidio", pero la verdadera causa de la muerte de Víctor Escalante, alias El Polaquito, nunca se supo.